# جون هوينرجارد
جون هوينرجارد (من مواليد 16 مارس 1952) هو كندي أمريكي متخصص في اللغات السامية، اشتهر بأعماله في التصنيف وأصل الكلمة واللغويات التاريخية.

## طفولته وتعليمه
ولد هوينرجارد في كندا في مدينة كيتشنر، أونتاريو، ونشأ في مدينة قريبة من واترلو، أونتاريو. تخرج من مدرسة كيتشنر- واترلو المهنية عام 1970. وحصل على شهادة البكالوريوس من جامعة ويلفريد لورييه عام 1974 وعلى شهادة الدكتوراه من جامعة هارفارد عام 1979، حيث أنه درس مع ويليام إل موران وتوماس أو لامبدين وفرانك مور كروس.

## مهنته
بدأ هوينرجارد مهنة التعليم في جامعة كولومبيا كأستاذ مساعد عام 1978 إلى عام 1983. تم تعيينه في جامعة هارفارد عام 1983 كأستاذ مشارك وثبت في منصبه عام 1988. بقي في جامعة هارفارد أستاذًا لفقه اللغة السامية حتى عام 2009، في ذلك الوقت أمضى عامًا في جامعة جونز هوبكنز. بعد ذلك انتقل من جامعة هارفارد إلى جامعة تكساس في أوستن. وتقاعد من التدريس في مايو 2017.

## منحة دراسية
اشتهر هوينرجارد بكتابه «قواعد اللغة الأكادية»،  التي وصلت الآن إلى طبعتها الثالثة. وهو مؤلف ومحرر لـ 9 كتب أخرى، وعدد خاص من مجلة الاتصال اللغوي، وأكثر من 100 مقال وعشرات المراجعات حول موضوعات تشمل لغات وثقافات الشرق الأدنى القديم، وتركز بشكل خاص على التصنيف، وعلم أصول اللغة، واللسانيات التاريخية. وزود علم أصول اللغة بجميع الكلمات الإنجليزية ذات الأصول السامية إلى الطبعة الرابعة من قاموس التراث الأمريكي للغة الإنجليزية (2000، تمت مراجعته في الطبعة الخامسة، 2011)، وأضاف أيضًا ملحق الجذور السامية، والمقال «اللغة السامية الأم وثقافتها» في كلا النسختين. وفي عام 2019، شارك في تحرير «اللغات السامية»،  وكتب فصلًا عن اللغة السامية الأم، لخص فيه أبحاث تستغرق العمر كله من البحث حول هذا الموضوع.
كما أنه معروف لدى مجموعة مختلفة تمامًا من الناس كأحد مؤلفي «هنري ديفيد ثورو: التحدث عن الطبيعة»،  وأيضًا مقال عن «خنفساء أوراق مستنقع الحليب.» 

## الأوسمة والجوائز
كان هوينرجارد زميلًا في المعهد الإسرائيلي للدراسات المتقدمة في عام 2002، وحصل على زمالة غوغنهايم في عامي 2005 و2006. تم تكريمه بـ (فيستشغيفت) في عيد ميلاده الستين (اللغة والطبيعة، ed. N. Pat-El and R. Hasselbach؛ مطبعة جامعة شيكاغو، 2012). وحصل على الدكتوراه الفخرية من جامعة شيكاغو عام 2014 وميدالية إدوارد أوليندورف من الأكاديمية البريطانية عام 2018.   وشغل منصب رئيس الجمعية الشرقية الأمريكية في الفترة خلال عامي 2017 و2018.